# رونالد ام سگا
رونالد ام سگا (به انگلیسی: Ronald Michael Sega) فضانورد اهل کشور ایالات متحده آمریکا است که در ۴ دسامبر ۱۹۵۲ میلادی در مقدونیه، اوهایو زاده شد. وی در مأموریت اس‌تی‌اس-۶۰، اس‌تی‌اس-۷۶ حضور داشته است.